# Gametis versicolor
Gametis versicolor är en skalbaggsart som beskrevs av Fabricius 1775. Gametis versicolor ingår i släktet Gametis och familjen Cetoniidae. Inga underarter finns listade i Catalogue of Life.